# Doddamavathur, Kunigal
Doddamavathur là một làng thuộc tehsil Kunigal, huyện Tumkur, bang Karnataka, Ấn Độ.